# OPEN LOOK

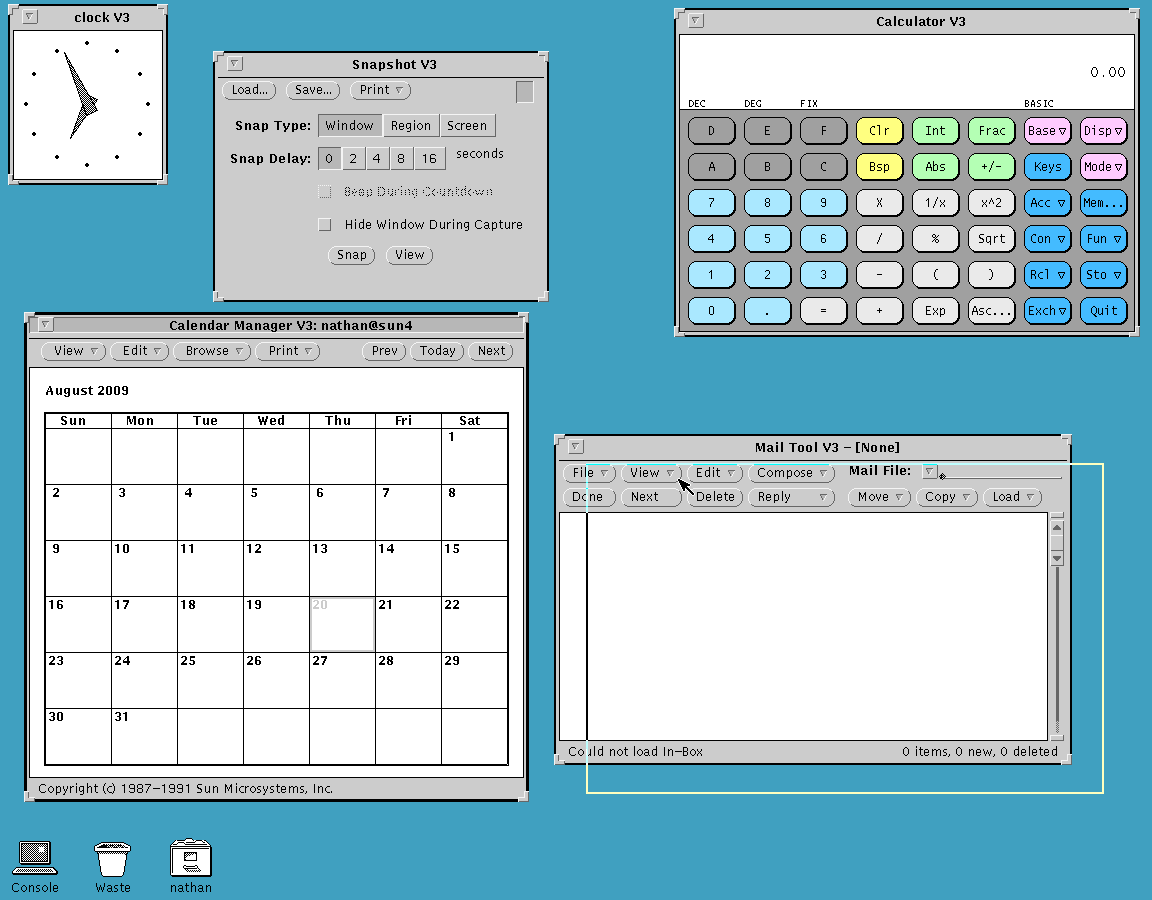
OpenWindows applicaties met OPEN LOOK look-and-feel

OPEN LOOK (soms aangeduid als Open Look) is een GUI-specificatie voor UNIX-werkstations. Het werd oorspronkelijk eind jaren tachtig gedefinieerd door Sun Microsystems en AT&T.

## Ontstaan

X Window System grafische stack

OPEN LOOK werd gecreëerd in een tijd waarin er weinig of geen standaardisatie was in grafische gebruikersomgevingen voor UNIX. het X Window System was op weg om de de facto standaard te worden voor Unix grafische schermen, maar de ontwerpers hadden er bewust voor gekozen om geen richtlijnen voor look-and-feel te specificeren maar dit over te laten aan de ontwikkelaars van applicaties en windowmanagers. Tegelijkertijd werd er steeds meer gebruik gemaakt van GUI's in andere besturingssystemen: de Apple Macintosh werd begin 1984 uitgebracht, gevolgd door Microsoft Windows 1.0 en Amiga Workbench in 1985.
Toen AT&T begon te werken aan de volgende grote herziening van Unix, die uiteindelijk SVR4 zou worden, geloofden velen dat Unix een standaard GUI-definitie moest hebben om concurrerend te blijven met andere besturingssystemen. Een andere bekommernis in die tijd waren juridische problemen rond intellectuele eigendommen: in maart 1988 spande Apple een rechtszaak aan tegen Microsoft, met de bewering dat Microsoft de Macintosh look-and-feel had gekopieerd.
De OPEN LOOK-specificatie was een gezamenlijk initiatief van Sun en AT&T, die toen samenwerkten aan de ontwikkeling van SVR4. Ook Xerox PARC, dat al baanbrekend werk had verricht op het vlak van grafische gebruikersomgevingen, leverde zijn bijdrage aan OPEN LOOK's "ontwerp, evaluatie, implementatie, testen en verfijning". De medewerking van Xerox werd gezien als een bescherming tegen toekomstige juridische verwikkelingen.
De specificatie werd aangekondigd in april 1988. Een maand later vormde een groep concurrenten van AT&T en Sun de Open Software Foundation (OSF) als tegenwicht voor de strategische samenwerking tussen AT&T en Sun. De OSF creëerde de Motif GUI als alternatief voor OPEN LOOK.

## Kenmerken

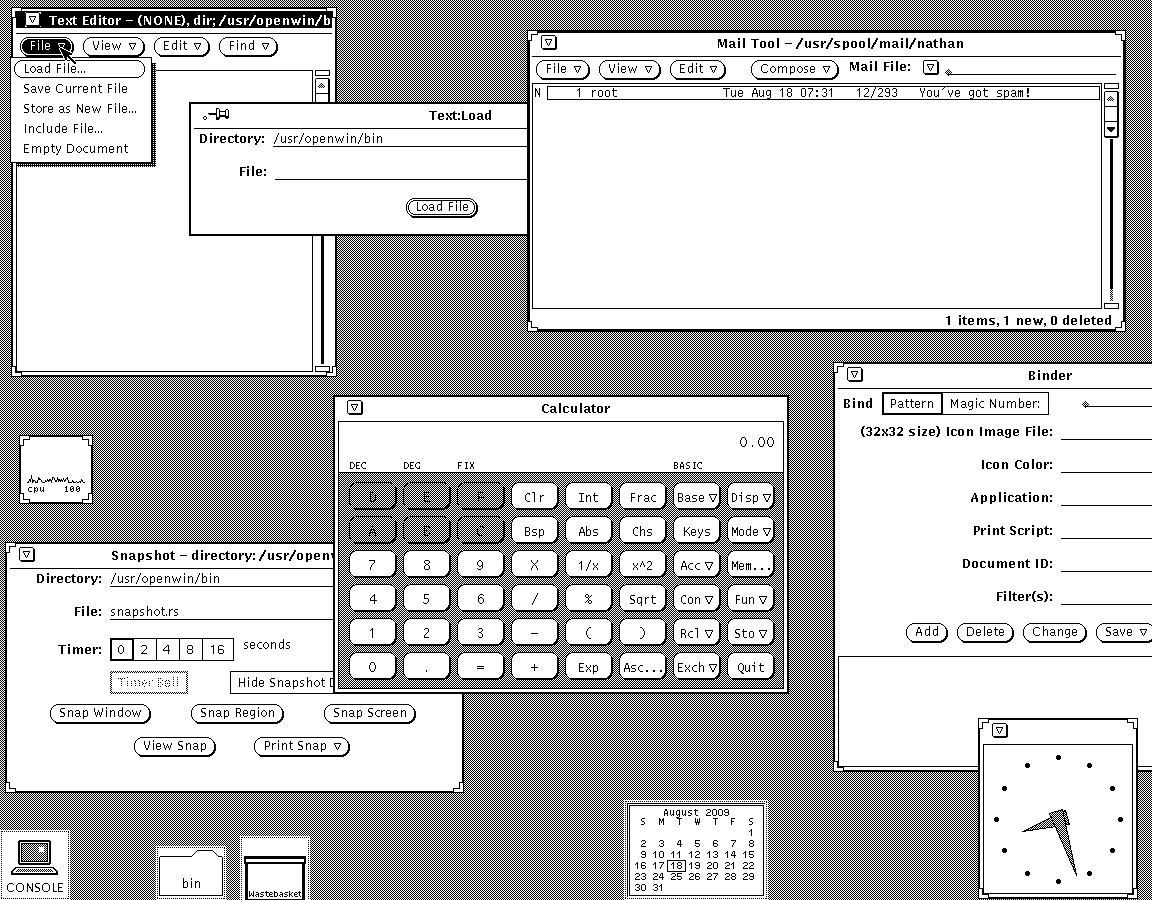
Het originele zwart-wit OPEN LOOK-ontwerp

OPEN LOOK wordt gekenmerkt door zijn afgeronde knoppen, driehoekige symbolen om menu's aan te geven, en "verhoogde punaises" waarmee de gebruiker dialoogvensters permanent zichtbaar kan maken. De algemene filosofie was om een elegante, eenvoudige en overzichtelijke interface te bieden, zodat de focus van de gebruiker op de applicatie zou liggen in plaats van op de interface. Het originele OPEN LOOK-ontwerp was alleen zwart-wit. Later werd een driedimensionale look-and-feel met schaduweffecten toegevoegd als reactie op de 3D-stijleffecten in Motif.
OPEN LOOK is een definitie van een look-and-feel in plaats van een specifieke implementatie en dus kon het geïmplementeerd worden met verschillende programmeertoolkits of zelfs op verschillende onderliggende venstersystemen. Er werden implementaties gemaakt voor zowel het X Window System als Sun's NeWS.
Sun ontwikkelde OpenWindows, een X Window System-distributie die de OPEN LOOK-look-and-feel implementeerde. Ontwikkelaars die OPEN LOOK-applicaties bouwden, konden kiezen uit twee grafische programmeerbibliotheken: de OPEN LOOK Intrinsics Toolkit (OLIT) of XView. De eerste was gebaseerd op de Xt Intrinsics-toolkit die gebruikelijk was voor X, de laatste gebruikte hetzelfde concept als de GUI-bibliotheken voor het eerdere SunView-venstersysteem van Sun, waardoor het voor ontwikkelaars relatief eenvoudig was om applicaties van SunView naar X te migreren.
Er was ook The NeWS Toolkit (TNT), die zoals de naam doet vermoeden, OPEN LOOK implementeerde voor NeWS-applicaties. Ondersteuning voor NeWS-applicaties werd in 1993 verwijderd uit OpenWindows.
In 1990 erfde Unix System Laboratories (USL) OLIT van AT&T, samen met UNIX. Niet lang daarna liep de codebase voor OLIT uiteen toen Sun en USL de ontwikkeling ervan in verschillende richtingen stuurden. Sun bleef zijn versie verbeteren om de look-and-feel consistenter te maken met XView. USL ontwikkelde MoOLIT (Motif OPEN LOOK Intrinsics Toolkit) in een poging om een API te creëren die applicaties GUI-onafhankelijk zou maken. Deze API behield de OLIT API, maar liet gebruikers kiezen welke GUI ze wilden tijdens de uitvoering van een applicatie. MJM Software nam een licentie op de broncode van MoOLIT en porteerde het naar verschillende andere Unix-platforms. Het werd meerdere jaren bijna uitsluitend gebruikt door AT&T en Lucent Technologies om hun bestaande OPEN LOOK-applicaties een Motif-look and feel te geven.

## Teloorgang

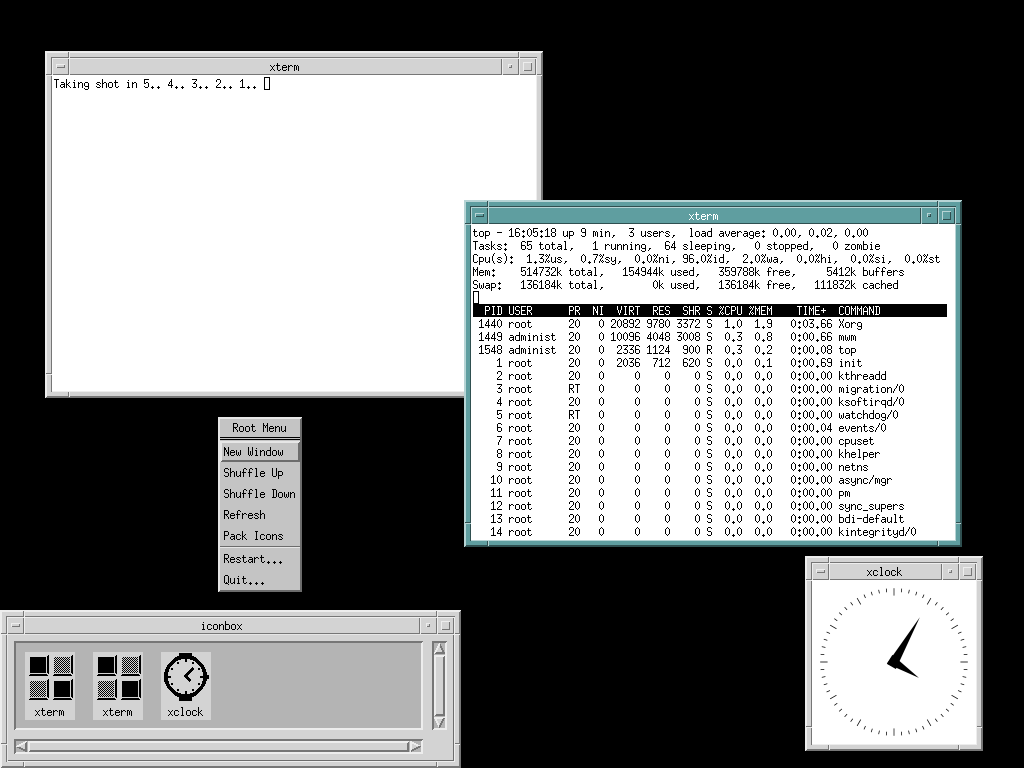
De Motif Window Manager (MWM)

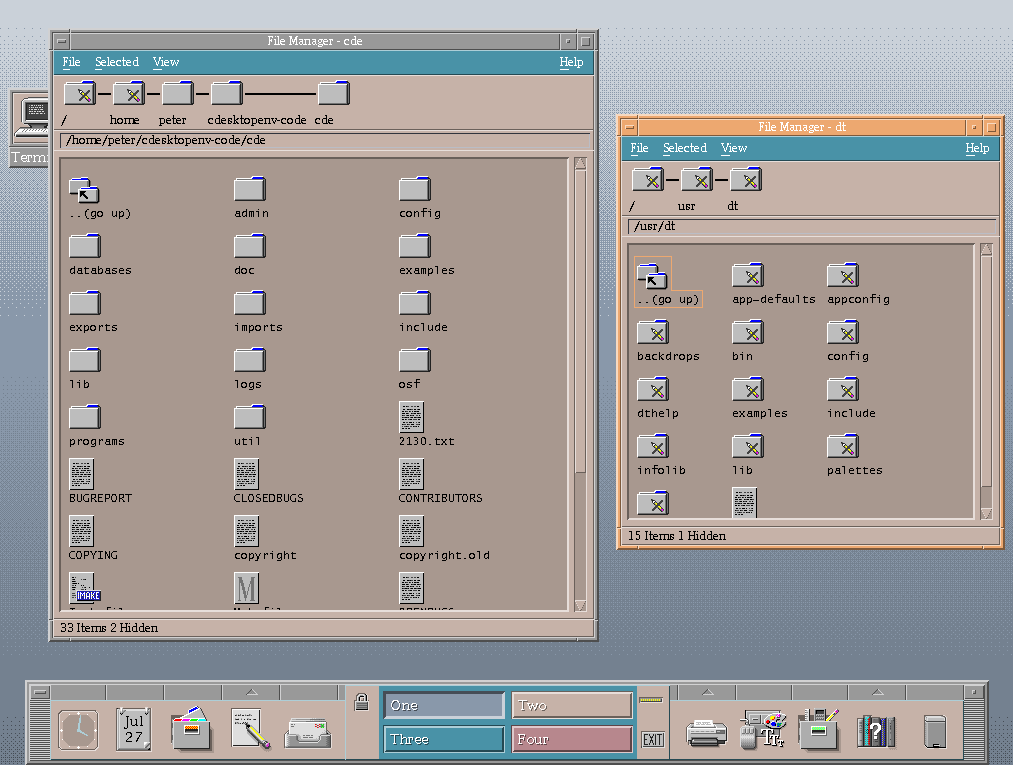
De Common Desktop Environment (CDE)

In juni 1993 hadden de belangrijkste UNIX-spelers, waaronder AT&T en Sun, besloten dat een echt uniforme Unix noodzakelijk was om beter te kunnen concurreren met Microsoft. Daarom werd het Common Open Software Environment (COSE)-initiatief opgericht. Het uniforme bureaublad voor dit initiatief werd de Common Desktop Environment (CDE), de look-and-feel die hiervoor werd gekozen was gebaseerd op Motif. Sun kondigde zijn plannen aan om onmiddellijk Motif aan te bieden en OpenWindows, op dat moment de overheersende implementatie van de OPEN LOOK-look-and-feel, uit te faseren.
Sun begon met het aanbieden van de Motif-ontwikkelingstoolkit en de MWM-windowmanager als een zelfstandig product voor gebruik met Solaris totdat CDE in 1995 werd uitgebracht. OpenWindows bleef de belangrijkste Solaris-desktopomgeving tot 1997, toen CDE de standaard desktop werd voor Solaris 2.6. Zelfs dan werd OpenWindows nog steeds meegeleverd met Solaris en kon het in plaats van CDE gebruikt worden.
Toen Solaris 9 in 2002 werd uitgebracht, werd de ontwikkelingsondersteuning voor XView- en OLIT-gebaseerde applicaties definitief verwijderd, evenals de olwm-windowmanager en de OPEN LOOK-versies van de DeskSet-productiviteitstools. Applicaties die ontwikkeld waren met XView en OLIT kunnen nog steeds worden uitgevoerd en weergegeven in zowel Solaris 9 als 10, maar worden niet langer ondersteund als native applicaties in Solaris 11.

## Nalatenschap
Er zijn minstens twee projecten die de ontwikkeling van OPEN LOOK-software voortzetten: "OWAcomp" maakt het mogelijk om de OPEN LOOK DeskSet-tools nog steeds te gebruiken en OPEN LOOK-applicaties te compileren; "openlook" is gebaseerd op OpenWindows-code die is uitgebracht als open source, maar heeft extra componenten toegevoegd die niet open source gemaakt waren door Sun.